# Furu Platinum
Furu Platinum (降るプラチナ - Platino cadente) è il quarto album ufficiale di Akino Arai pubblicato nel 2000.

## Il disco
Pubblicato nel 2000 è il quarto album ufficiale di Akino Arai. Composto da 11 tracce appartenenti alla vasta categoria del j-pop alterna tracce più complesse e veloci a brani più lenti e malinconici (più della metà dell'opera).
La canzone che apre l'album riassume l'intera opera. Sputnik infatti racchiude in sé parti lente e scure in contrapposizione ad un ritornello più vivace, per finire con una parte strumentale basata esclusivamente sulla linea di basso e l'incalzante beat delle percussioni. Mentre Negai Koto appartiene alla categoria delle tracce veloci il resto dell'album è condizionato da un sound più malinconico, da Flower alla triste Orange Noel.
Unico neo sembra essere la canzone Rêve, cantata interamente in francese, che ha un sound completamente differente che per questo stona con il resto dell'opera. Si tratta infatti a tutti gli effetti di una canzone da discoteca che ha poco a che vedere con lo stile di Akino Arai. Chiude infine l'album Furu Platinum, altra canzone piuttosto lenta accompagnata nell'evocativo ritornello dal morbido suono di una tromba e rintocchi di campane tubolari, e infine Melody, traccia in cui la chitarra acustica la fa da padrona per tutta la sua lunghezza.

## Tracce
1. スプートニク - Sputnik
2. 願い事 - Negai Koto
3. ガレキの楽園 - Gareki no Rakuen
4. Flower
5. Orange Noël
6. 愛の温度 - Ai no ondo
7. Rêve
8. 音叉 - Onsa
9. 赤い砂 白い花 - Akai suna shiroi hana
10. 降るプラチナ - Furu Platinum
11. メロディ - Melody